# КК Тамперен Пиринте
Тамперен Пиринте (фин. Tampereen Pyrintö) је фински кошаркашки клуб из Тампереа основан 1941. године. Тренутно се такмичи у Првој лиги Финске.

## Успеси
- Прва лига Финске
  - Првак (3) :  2010, 2011, 2014.
  - Другопласирани (4) :  1958, 1980, 1981, 2001.

- Куп Финске
  - Освајач (2) :  1969, 2013.
  - Другопласирани (3) :  2000, 2009, 2011.